# Koizora
Koizora (恋空 Koizora, lit: Sky of Love) es una película del año 2007, basada en una novela del mismo nombre.
Dirigida por Natsuki Imai y protagonizada por Yui Aragaki y Haruma Miura.

## Sinopsis
Durante su primer año en la secundaria, Mika Tahara pierde su celular y busca en la biblioteca, suena su celular y logra encontrarlo y al creer que era su amiga, contesta y realmente era un chico desconocido que se había interesado en ella, desde entonces hablaron todos los días durante todo el día hasta llegar a la escuela otra vez.
Por sus amigas se entera de que tiene una novia llamada Saki. Hiro le asegura que terminó la relación, Saki, que aún sigue enamorada de él, tiene preparada una venganza en contra de Mika y contrata a un grupo de hombres para que la violen.
La horrible situación termina con Hiro y su hermana mayor,vengándose de vuelta con los hombres y con Saki (a quien le cortan el pelo), pero no mucho después, alguien escribe un mensaje provocador con el nombre de Mika y su número de teléfono en cada pizarra de la secundaria, por lo cual Hiro se enfurece mucho. Debido a lo anterior Hiro continua defendiendo a Mika de todo el acoso, pero ella le dice que ya no tiene miedo si está con él. 
Poco después de su segundo año de la secundaria, Hiro comienza a distanciarse de Mika y termina finalmente la relación. Aunque herida por lo de Hiro, Mika termina conociendo a un joven universitario llamado Yu, en una "cita grupal" concertada por su amiga Aya. Ambos salen y Yu logra que los padres de Mika no se divorcien. En el aniversario de muerte del bebé Mika encuentra a Hiro, que está visitando la tumba como habían prometido y ella le pide explicaciones de porque él la evadía después de terminar, Hiro reacciona escapando del lugar. Al año siguiente, ya habiendo dejado atrás su relación con Hiro, Mika, el día de la muerte del bebé, se encuentra a Nozomu visitand la tumba en vez de a Hiro, el le cuenta que Hiro está enfermo y tiene cáncer,y también le dice que Hiro siempre ha estado esperándola.
Yu encuentra a Mika arrodillada y triste en la nieve, y ella le cuenta sobre el estado en que se encuentra Hiro y de que irá al hospital dónde está el. Yu trata de detenerla en primera instancia, pero luego se da cuenta y le dice que no puede impedir que la mujer que ama sea feliz. Con la relación terminada Mika va en busca de Hiro y Yu queda llorando solo en la nieve. 
En el Hospital, Mika le dice a Hiro que está molesta porque el pretendió no amarla, el le da a entender que era para asegurarse de que ella tuviese un futuro feliz, pero ella insiste en que él es el único que puede hacerla feliz. Finalmente vuelven a estar juntos. Mika comienza a ir todos los días al hospital, incluso dejando la universidad para cuidar de Hiro, quien lentamente comienza a dar signos de una leve recuperación. Durante un tiempo, pasan buenos y alegres momentos juntos, pero un día en un chequeo de rutina, Hiro sufre una descompensacion, Mika quien estaba fuera del hospital imprimiendo unas fotografías que Hiro le había pedido (eran todas fotos de ella), se contacta con el teléfono de Hiro y logra hablar con él antes de que muera, Hiro como siempre hace que ella sonría. Muy triste por la muerte de Hiro, Mika intenta suicidarse, pero es detenida por un par de aves que volaron muy cerca de ella, esto lo toma como un signo de que Hiro le dice que no haga, Mika se da cuenta por su propio diario (de Hiro), que él quiere que viva su vida felizmente. 7 años después, ella reflexiona sobre cuanto cambió su vida después de haber conocido a Hiro y de lo feliz que vive luego de haber quedado embarazada en los días que estuvo .déscansando en su hogar el débil hiro

## Reparto
- Yui Aragaki es Tahara Mika.
- Haruma Miura es Sakurai Hiroki o "Hiro".
- Keisuke Koide es Yū Fukuhara , segundo amor de Mika.
- Asami Usuda es '"Saki , ex novia de Hiro.
- Karina es Sakurai Minako , la hermana mayor de Hiro.
- Nakamura Aoi es Nozomu , amigo de Hiro y novio de Aya.
- Haru es Aya , amiga de Mika y novia de Nozomu.
- Ryuji Yamamoto es Hirokazu Sakurai , el padre de Hiro.
- Yumi Asou es Akemi Sakurai , la madre de Hiro.
- George Takahashi es Katsuji Tahara, el padre de Mika.
- Yuko Asano es Yasue Tahara , la madre de Mika.